# Ogea
 (décembre 2023).
Si vous disposez d'ouvrages ou d'articles de référence ou si vous connaissez des sites web de qualité traitant du thème abordé ici, merci de compléter l'article en donnant les références utiles à sa vérifiabilité et en les liant à la section « Notes et références ».
Les Ogea forment un groupe ethnique de Papouasie-Nouvelle-Guinée.
Les 2 210 membres de leur communauté (2003) vivent non loin de la mer de Bismarck, dans la province de Mandang. Ils parlent leur propre langage, nommé ogea. Ils se répartissent en quatre villages (Garima, Dogia, Balama et Erima) entre les rivières Gogol et Yawor et la baie de l'Astrolabe. 
Le scientifique russe Nikolaï Mikloukho-Maklaï semble avoir été le premier Européen à les rencontrer, de 1871 à 1833. La persistance en ogea du mot d'origine russe sapora (« hache ») laisse penser que Miklukho-Maklai introduisit peut-être le métal parmi eux.